# Yakovlev Yak-46
Yakovlev Yak-46 là một mẫu thiết kế máy bay dựa trên loại Yak-42. Những mẫu thiết kế này không được quan tâm.